# 2326 Tololo
A 2326 Tololo (ideiglenes jelöléssel 1965 QC) a Naprendszer kisbolygóövében található aszteroida. Az Indianai Egyetem fedezte fel 1965. augusztus 29-én.